# 93.º Regimiento Aéreo
El 93.º Regimiento Aéreo (93. Flieger-Regiment) fue una unidad de la Luftwaffe de la Alemania nazi.

## Historia
Fue formado en octubre de 1943 en Hesdin:
- Plana Mayor/92.º Regimiento Aéreo/Nuevo
- I Batallón/93.er Regimiento Aéreo/Nuevo
- II Batallón/93.er Regimiento Aéreo/Nuevo
- III Batallón/93.er Regimiento Aéreo/Nuevo
- IV Batallón/93.er Regimiento Aéreo/Nuevo

Trasladado a Metz en agosto de 1944. En septiembre de 1944 estuvo bajo el LXV Cuerpo de Ejército vigilando las bases de los cohetes V-2.
Disuelto en diciembre de 1944, excepto:
- I Batallón/93.er Regimiento Aéreo que se convierte en el I Batallón/Regimiento de Campaña de Reemplazo del Ejército de Paracaidistas
- II Batallón/93.er Regimiento Aéreo que se convierte en el II Batallón/Regimiento de Campaña de Reemplazo del Ejército de Paracaidistas

## Comandantes
- Coronel Erich Munske - (1 de mayo de 1944 - 16 de agosto de 1944)
- Coronel Hermann Adler - (1 de abril de 1944 - 8 de septiembre de 1944